# Rhopalomyia hispanica
Rhopalomyia hispanica är en tvåvingeart som beskrevs av Tavares 1904. Rhopalomyia hispanica ingår i släktet Rhopalomyia och familjen gallmyggor.
Artens utbredningsområde är Spanien. Inga underarter finns listade i Catalogue of Life.